# Réserve écologique des Vieux-Arbres
La réserve écologique des Vieux-Arbres comprend 3 îles du lac Duparquet. Cette réserve protège des individus de thuya occidental de plus de 800 ans, ces arbres sont considérés comme étant les plus vieux arbres de l'est de l'Amérique du Nord. Un de ces arbres a un âge estimé à environ 1000 ans, ce qui en fait l'arbre le plus vieux du Québec. Les conditions particulièrement sèches de la région ont contribué à une croissance lente et dense des troncs, ce qui les protège des perturbations liées aux insectes, aux maladies et aux castors qui préfèrent le bois mou. Leur longévité serait attribuable à leur situation insulaire qui les protègent des incendies forestiers et de la coupe forestière, principaux perturbateurs de l'écosystème forestier régional. Les cernes de croissance annuels de ces arbres enferment une foule d'information sur les conditions climatiques des époques qu'ils ont traversé. Différentes reconstitutions climatiques ont été menées à l'aide de ces arbres.